# متحف السكة الحديد (مصر)

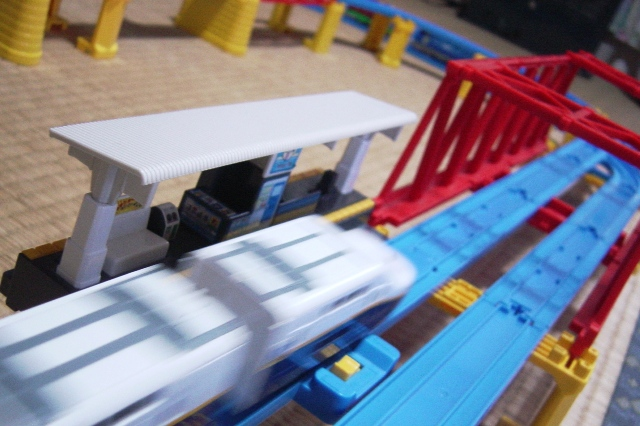
قطار الوالى محمد سعيد باشا

متحف السكة الحديد تم تشييده في 26 أكتوبر 1932، وافتتح لاستقبال الزوار في 15 يناير 1933 في ميدان رمسيس ليحكي قصة القطارات في مصر. تم ليكون نواة لمتحف علمي فني بمصر وذلك بمناسبة انعقاد المؤتمر الدولي للسكك الحديدية في يناير 1933. يضم المتحف بين جدرانه ما يقرب من سبعمائة نموذج ومعروض، ومجموعة من الوثائق والخرائط والبيانات الإحصائية وجميعها تبين تطور النقل والسكك الحديدية.

## أقسام المتحف

### السكك الحديدية
تعرض مجموعة كبيرة من النماذج تشرح تطورات القاطرات الأولي في العالم ومصر من بينها نموذج لأول فكرة قاطرة ظهرت في العام عام 1783، وأخري لأول قاطرة سارت بمصر عام 1854، وثالثة بالحجم الطبيعي مشطورة إلي شطرين تبين جميع الاجزاء للقاطرة وأيضا نماذج للقاطرات والعربات والصالونات الخاصة المختلفة قديمها وحديثها والتي تبين تطور السكك الحديدية المصرية منذ انشائها سنة 1854 حتي أحدث قاطرات الديزل الكهربائي.

### الإشارات القديمة والحديثة
يوضح هذا القسم كيف كانت القطارات توجه قديما بواسطة الإنسان، وكيف تطورت فأصبحت إشارات آلية توجه القطارات في سيرها إلي مختلف الخطوط وتجنبها الحوادث والاخطار ثم تطورت فأصبحت كهربائية.

### المحطات والكباري
عبارة عن نماذج وصور لمجموعة من المحطات القديمة والحديثة، وأخري لبعض أنواع كباري السكك الحديدية منها الثابت ومنها المتحرك تبين بناءها وتطورها وتاريخها.

## المكتبة
يضم المتحف أيضا مكتبة تحوي عددا كبيرا من المجلدات والكتب التاريخية والفنية والاحصائية عن النقل والسكك الحديدية في مصر والعالم
ويمثل المتحف قيمة علمية وتاريخية كبيرة والمفارقة هنا هي أن الغالبية ممن يمرون بمحطة مصر لاعلم لديهم بوجود هذا المتحف في نفس مبني المحطة.
وهناك مجموعة متكاملة من المراجع والوثائق المجسمة والمكتوبة ذات القيمة الفنية والتاريخية.